# Casaforte La Tour de Valpelline
Das Casaforte La Tour de Valpelline, früher einfach La Tour genannt, ist ein festes Haus in der Gemeinde Valpelline in der Region Aostatal. Es liegt im Zentrum des Hauptortes am gleichen Platz wie die Pfarrkirche und der Salone dell’Alpinismo.

## Geschichte
Über die Bauzeit des festen Hauses ist man sich nicht sicher: Einigen Quellen zufolge wurde es im 10. Jahrhundert erbaut, anderen zufolge stammt es vom Anfang des 12. Jahrhunderts. Es erhielt den Namen von den Adligen La Tour de Valpelline (auch La Tour des Prés oder La Tour di Valpellina) eine Familie von geringerer Wichtigkeit unter den Adelsfamilien des Aostatals, die aber im 13. Jahrhundert zwei wichtige Familienmitglieder hervorbrachten: Pietro di Pra, Bischof von Aosta von 1246 bis 1256, und Rodolfo di Valpelline (auch Rodolphe de La Tour), Bischof der Diözese Sion im Schweizer Kanton Wallis von 1271 bis 1273.

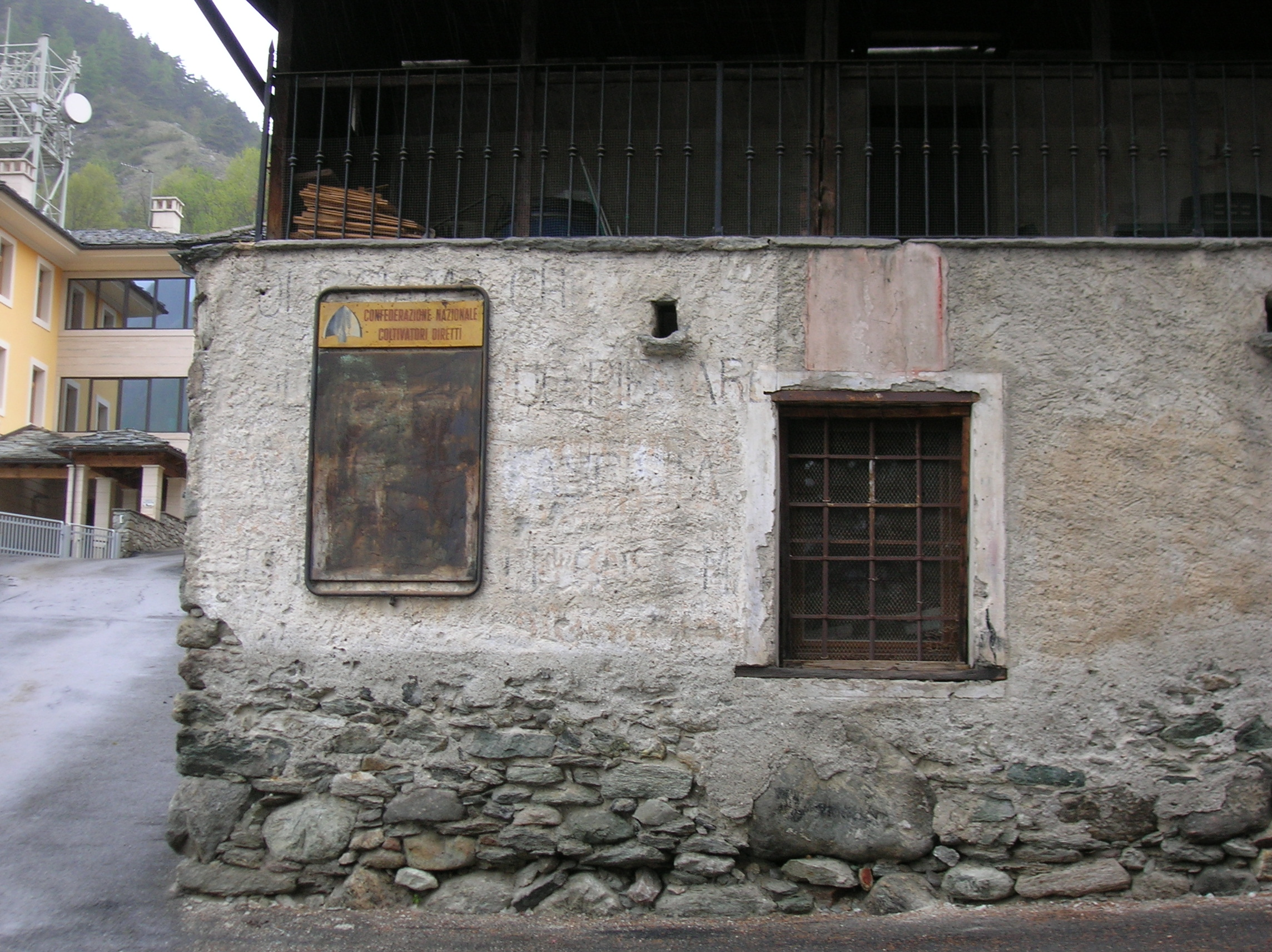
Schichten der Zeit: ein vergittertes Kellerfenster, verschiedene Putzschichten und eine Werbetafel, die eine Mauerkritzelei aus dem Zweiten Weltkrieg verbirgt

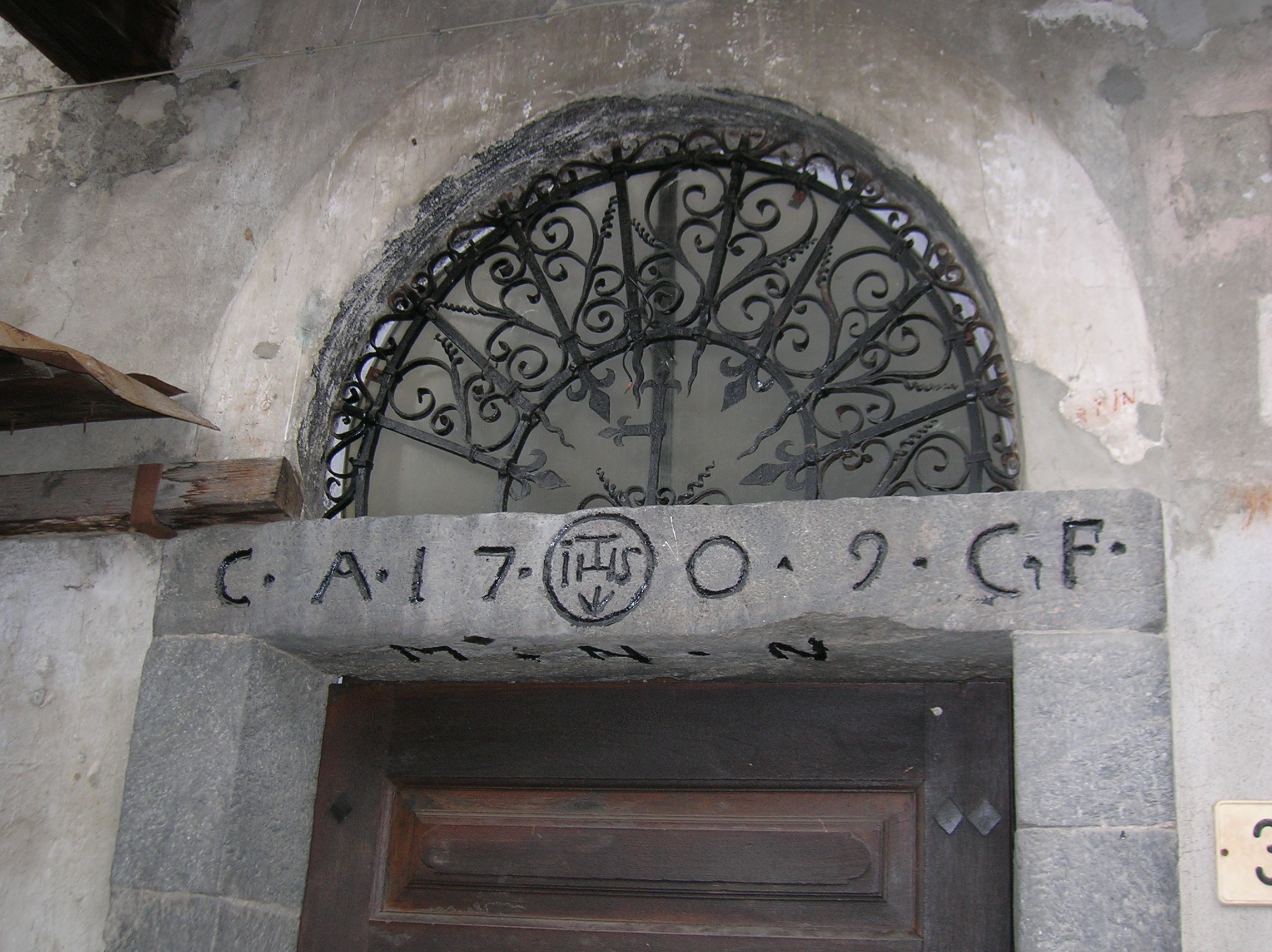
Architrav der Eingangstüre

Laut dem Geschichtswissenschaftler André Zanotto wurden die La Tour de Valpelline von den Herren von Quart mit einem Teil von Valpelline belehnt und hatten in der Folge dort ihren Wohnsitz. Andere Quellen berichten, dass die ersten Eigentümer zwar die La Tour de Valpelline waren, dagegen aber fiel das Anwesen erst in der Folge an die Herren von Quart, die das Lehen bis zur Ankunft der Savoyer regierten.
Die Quellen sind sich darin einig, dass das Lehen wegen des Aussterbens der Adelsfamilie der Quarts 1377 in die Hände der Savoyer fiel und das feste Haus den Namen „Sala domini“ (dt.: Herrensaal) erhielt.
Im 17. Jahrhundert wechselte die Regierung der lokalen Gemeinde von den Savoyern zu den Adligen Perrone di San Martino, eine Familie von piemontesischem Ursprung, die im Aostatal ankam, um sich um die Ausbeutung der Kupferminen von Ollomont zu kümmern, wogegen das feste Haus, das bereits zwischen dem 15. und dem 19. Jahrhundert seinen eigentlichen Verteidigungszweck verloren hatte, vermutlich ab 1499 in die Hände der Heilig-Geist-Bruderschaft gelangte. Es vergingen noch etliche Jahrhunderte bis zum massiven Umbau, der von der Familie Ansermin Anfang des 18. Jahrhunderts durchgeführt wurde und dem festen Haus sein heutiges Aussehen verlieh.

## Beschreibung
Das feste Haus hat 16 Zimmer und ein Dachgeschoss und erstreckt sich über das Erdgeschoss und drei obere Stockwerke. Daran schließen sich die 6 Souterrains an, die auf der Südseite des festen Hauses Licht hereinlassen.

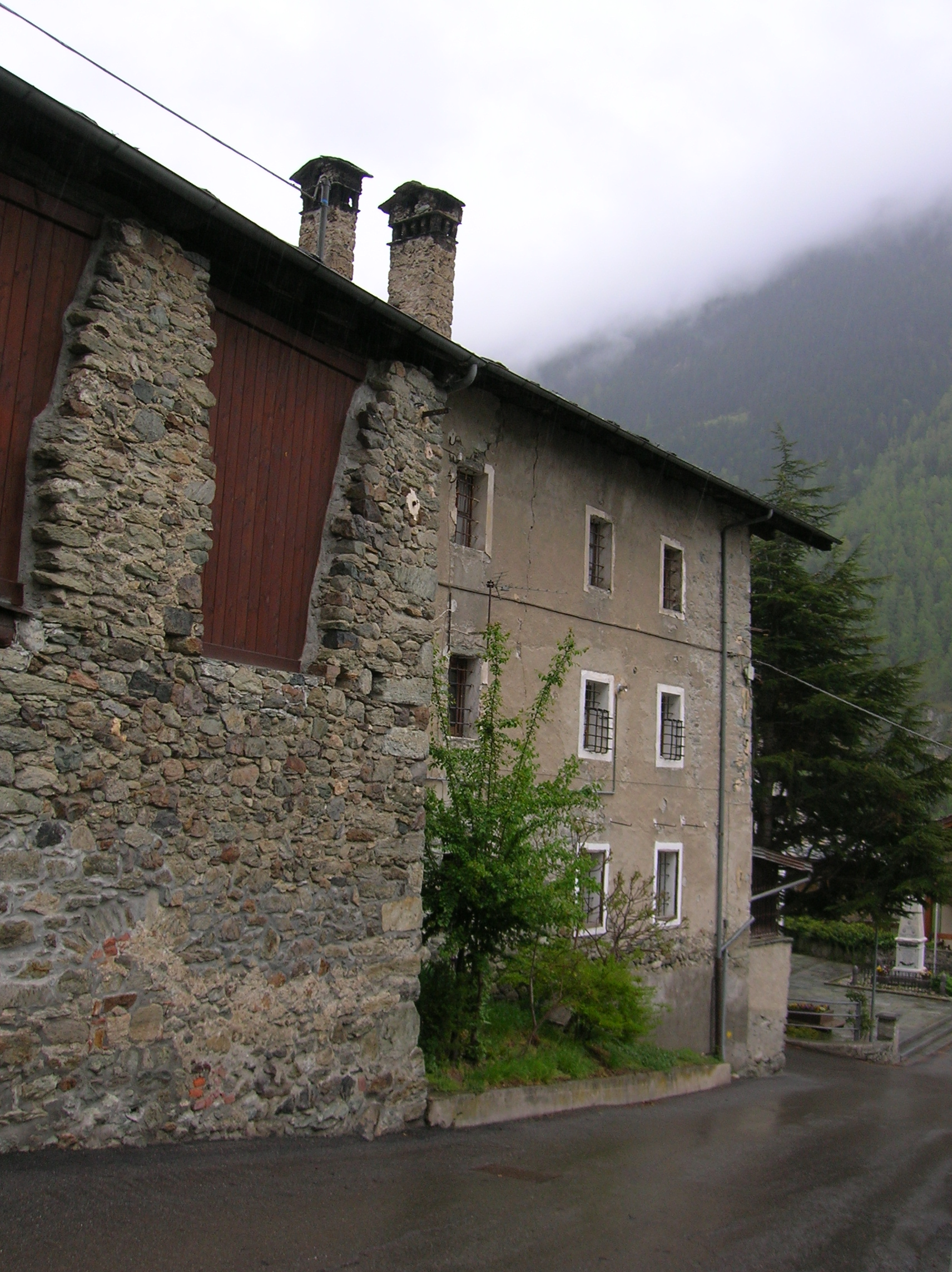
Westliche Seitenfassade

Das feste Haus zeigt sich heute als populäre Konstruktion des 18. Jahrhunderts, wie die südliche Hauptfassade mit ihren typischen Holzbalkonen und der Architrav der Haupteingangstüre, auf dem die Jahreszahl „1709“ eingeschnitzt ist, bezeugen. Dieser Umbau ging mit der Änderung der Bedürfnisse der Bewohner nach den damaligen Sitten einher: Die Verteidigungsfunktion wurde irrelevant gegenüber der Wohnfunktion.
Dennoch lässt sich die alte, militärische Funktion noch in der massigen Bauweise mit quadratischem Grundriss in Erinnerung an den Bergfried und in den mittelalterlichen Umfassungsmauern auf der Ost- und Westseite erkennen.
Auf der Nordseite des Gebäudes dagegen gibt es einen Lagerraum für Holz und im Souterrain das ehemalige Lager ländlicher Werkzeuge.
Im Mittelalter passten die Eigentümer einen Teil der Räume des festen Hauses für zivile Zwecke an: Es gab ein Getreidelager, die Ställe und einen Gerichtsraum.
Eine Legende berichtet, dass das Souterrain, genannt L’enfeur (dt.: die Unterwelt) als Gefängnis ausgebaut wurde. Es fanden sich menschliche Überreste und ein Pranger für die Verurteilten.